# Джонні Марр
Джонні Марр (англ. John Martin Maher); нар. 31 жовтня 1963) — музикант, відомий насамперед як гітарист гурту The Smiths.

## Біографія

### Дитинство і початок музичної кар'єри
Джон Мартін Маэр народився в 1963 році в Ердвіку (район Манчестера) в сім'ї ірландських іммігрантів. У дитячі роки хлопчик мріяв стати професійним футболістом, діяльний інтерес до нього проявляв клуб Ноттінгем Форест. Крім того, Джон проходив тести в Манчестер Сіті.
Вже в 13 років Джон створює свій перший гурт, що отримав назву The Paris Valentinos. Разом з ним до його складу ввійшли Енді Рурк, в майбутньому колега Джона The Smiths, і Кевін Вільямс, пізніше став актором і взяв псевдонім Кевін Кеннеді. Хлопці виконували кавер-версії пісень The Rolling Stones і Thin Lizzy. Наступним колективом Маєра і Енді став White Dice. Демозапис переміг на конкурсі, влаштованому NME. Як приз виступила аудієнція у представників лейблу F-Beat Records, на яку хлопці вирушили у квітні 1980-го. Вона закінчилася невдачею, лейбл не зацікавився гуртом, і через рік White Dice розпалися.
Маєр і Рурк не втрачали надії на успіх і створили новий гурт, The Freak Party, цього разу граючи музику з ухилом в фанк. Але була проблема — ніяк не вдавалося знайти вокаліста. Джон звернувся до свого колишнього колеги по White Dice, Робу Оллману, за допомогою. Роб знав однієї людини, який міг підійти на цю вакансію, і звів Джона з ним в травні 1982 року. Цією людиною був Стівен Патрік Морріссі. Так почалася історія The Smiths.

## Особисте життя
Джонні Марр одружений зі своєю шкільною подругою Енджі. На їх весіллі в 1985 році боярином і свідком з боку нареченого були колеги Джонні по гурту — Морріссі і Енді Рурк відповідно. У пари двоє дітей — син Ніл (музикант, який виступає під псевдонімом Man Made і допомагав батькові в запису сольного альбому) і дочка Сонні.
Джонні Марр — веган. Зловживаючи алкоголем, будучи учасником The Smiths, нині музикант відмовився від вживання спиртних напоїв. Також Джонні підтримує себе в хорошій формі регулярними пробіжками.

## Дискографія
The Smiths
- The Smiths (1984, Sire)
- Hatful of Hollow (1984, Sire)
- Meat Is Murder (1985, Sire)
- The Queen Is Dead (1986, Sire)
- The World Won't Listen (1987, Warner Music)
- Louder Than Bombs (1987, Sire)
- Strangeways, Here We Come (1987, Sire)
- Rank (1988, Sire)

The The
- Mind Bomb (1989, Some Bizarre/Epic)
- Dusk (1993, Epic)

Electronic
- Electronic (1991, Warner Bros.)
- Raise the Pressure (1996, Warner Bros.)
- Twisted Tenderness (1999, Koch International)

Johnny Marr and The Healers
- Boomslang (2003, Artist Direct Records)

Modest Mouse
- We Were Dead Before the Ship Even Sank (2007, Epic)

The Cribs
- Ignore The Ignorant (2009, Wichita Recordings, Warner Bros. Records)

Сольні альбоми
- The Messenger (2013, New Voodoo, Warner Bros. Records)
- Playland (2014, New Voodoo, Warner Bros. Records)
- Call the Comet (2018, New Voodoo, Warner Bros. Records)
- Fever Dreams Pts 1–4 (2022)